# Spaniens erobring af Yucatán
Spaniens erobring af Yucatán var et langt og kompliceret forløb som tog mere 170 år at gennemføre. Maya-folket havde ikke en enkelt hersker (som Perus inkaer), men boede i stedet i mange uafhængige stater, hvoraf nogle kæmpede indædt mod fremmed dominering. Desuden havde området hverken guld eller sølv, bortset fra små mængder som man havde handlet sig til, hvorfor mange spanske conquistadorer i stedet var tiltrukket af det centrale Mexico eller Peru, der så ud til at tilbyde hurtigere og lettere tilgængelige rigdomme.

## Tidlig kontakt mellem spanierne og mayaerne fra Yucatán
De første spaniere ankom til Yucatán ved et tilfælde i 1511, da en lille båd med et dusin mænd blev blæst dertil under et kraftigt stormvejr. De blev taget til fange og flere af dem blev dræbt mens resten blev gjort til slaver. men efter at have lært sproget fik de deres frihed tilbage. Uden at vide det, havde de bragt en epidemisk sygdom, formentlig kopper, med sig til området. I de følgende fem år døde et stort antal mennesker af sygdommen.
Den næste kontakt fandt ikke sted før 1517 da Francisco Hernandez de Cordoba sejlede ud fra Cuba for at skaffe nye slaver som erstatning for den indfødte cubanske befolkning, der døde i massevis. Spanierne blev overraskede over at se stenbyer langs Yucatáns kyst. Cordoba gik i land ved flere byer; nogle bød spanierne velkommen som venner og tilbød at handle med dem (spanierne var især interesserede i de få guldornamenter de erhvervede sig ved handelen), mens andre byer var fjendtligt indstillede og skød pile efter spanierne når de kom tæt på kysten.
Ekspeditionen vendte tilbage til Cuba for at rapportere om opdagelsen af dette nye landområde. Diego Velázquez, Cubas guvernør, beordrede en ny ekspedition med fire skibe og tohundrede mænd, anført af
hans nevø, Juan de Grijalva. Grijalva-ekspeditionen gjorde tilsvarende erfaringer med mayaerne, mens den i månedsvis sejlede langs Yucatáns kyster. Grijalva blev skuffet over den ringe mængde guld han fik indsamlet, men
vendte tilbage til Cuba med en beretning om at et velhavende rige fandtes længere mod vest. Dette medførte Hernán Cortés' ekspedition i 1519. Cortes opholdt sig en tid på øen Cozumel, hvor han med mere eller mindre held forsøgte at gøre den indfødte befolkning kristen, og hørte historier om andre skæggede hvide mænd, som var bosat i området. Han sendte budbringere til disse hvide mænd, de overlevende fra den skibbrudne båd i 1511. En af dem, Geronimo de Aguilar, sluttede sig til Cortés' ekspedition som en værdsat tolk. En anden, Gonzalo de Guerrero, svarede pr. brev at han var tilfreds med at arbejde for Chetumals hersker, samt at han havde en maya-hustru og børn og intet ønske havde om at vende tilbage til spanierne.

## Det første spanske erobringsforsøg
I nogle år var conquistadorernes opmærksomhed primært rettet mod Mexicos rige landområder, men i 1526 fik Francisco de Montejo (en veteran fra Grijalvas og Cortés' ekspeditioner) kongen af Spanien til at overdrage sig retten til at erobre Yucatán. Han ankom til det østlige Yucatán i 1527 og blev i begyndelsen fredeligt modtaget, og de fleste lokale ledere gik med til hans krav om at sværge troskab til kongen af Spanien, fordi de havde hørt om Spaniens erobring af aztekerne. Men efterhånden som spanierne rykkede frem, stødte de på byer der allerede var blevet forladt, mens de rejste blev de forfulgt og siden åbent angrebet. Selvom over 1200 mayaer blev dræbt i kamp ved Chauca, overgav de sig ikke, og Montejo vendte tilbage til kysten under konstante forstyrrelser. Spanierne opførte et lille fort på kysten ved Xamanha i 1528, men havde ikke yderligere held med at betvinge landet. Montejo drog til Mexico for at samle en større hær.

## Det andet spanske erobringsforsøg
Montejo vendte tilbage i 1531 med en styrke som erobrede maya-havnebyen Campeche. Mens han opførte en fæstning ved Campeche, sendte han sin søn Francisco Montejo den Yngre ind i landet med en ny hær. Lederne af nogle mayastater svor på at de ville være hans allierede. Han fortsatte til Chichén Itzá, som han udråbte til sin royale hovedstad over det spanske Yucatán, men efter nogle få måneder gjorde de lokale oprør mod ham, spanierne blev konstant angrebet, og styrkerne flygtede til Honduras. Der gik rygter om at Gonzalo de Guerrero, den spanske skibbrudne fra 1511 som valgte at blive i Yucatán, var blandt de ledende i modstanden mod den spanske krone. I mellemtiden blev den ældre Montejo hyppigt belejret ved sit fort i Campeche. Mange af hans soldater var trætte af en langvarig kamp uden resultater og sagde at de ønskede at finde steder som var lettere at erobre. I 1535 trak Montejo sine styrker til Veracruz, og overlod igen hele kontrollen med Yucatán til mayaerne.

## Den tredje (succesrige) spanske invasion
Den ældre Montejo, der nu var sidst i 60'erne, overdrog de royale rettigheder over Yucatán til sin søn, Francisco Montejo den Yngre. Den yngre Montejo invaderede Yucatán med en stor styrke i 1540. I 1542 gjorde han mayabyen T'ho til sin hovedstad og omdøbte den til Mérida. Herskeren over Tutal Xiu fra Maní konverterede til kristendommen. Xiu'erne dominerede størstedelen af det vestlige Yucatán og blev vigtige allierede for spanierne, de ydede en stor hjælp ved erobringen af resten af halvøen. Et antal mayastater svor i første omgang troskab til Spanien, men gjorde oprør da de begyndte at mærke spaniernes barske styre. Kampe og oprør fortsatte i årevis. Da spanierne og Xiu'erne i 1546 besejrede en hær bestående af forende styrker fra det østlige Yucatáns stater, var erobringen officielt afsluttet, men periodiske oprør som med stor voldsomhed blev stoppet af spanske tropper, fortsatte gennem hele den spanske kolonitid.

## Peten Itza
Itza-mayaerne fra Peten-området bør nævnes; selvom området nu tilhører Guatemala, var det i kolonitiden en del af guvernøren af Yucatáns jurisdiktion. Itzaernes hovedstad var Tayasal, en by på en ø i Peten-søen. Itzaernes område var adskilt fra det spanske Yucatán mod nord og det spanske Guatemala mod syd, af tætte jungler med få indbyggere. Cortés havde været i området på sin march til Honduras i 1525, hvor itzaernes herskere aflagde troskabsed til Spanien, som derefter blev forsømt af de spanske myndigheder. I 1618 blev to franciskanermunke sendt fra Meridá for at undervise itzaerne i kristendommen. De ankom til Tayasal og mødte en befolkning der var upåvirket af europæiske skikke og stadig tilbad deres traditionelle mesoamerikanske guder. Selvom itzaernes konge høfligt tog imod dem, gjorde de ingen fremskridt med konverteringen af befolkningen til kristendommen. I 1622 sendte guvernøren af Yucatán en styrke bestående af 20 spaniere og 140 kristne indianske allierede på en march til Tayasal, men itzaerne slog dem hurtigt ihjel. En anden styrke som i 1624 var på vej til Peten, blev udsat for et bagholdsangreb fra itzaerne og fik samme skæbne. Guvernøren af Yucatán besluttede at det var bedre at bruge sin energi på andre ting og itzaerne forblev uafhængige.
I 1695 drog tre franciskanere mod Tayasal, ledsaget af fire kristne mayasangere. De fik en pæn modtagelse og et antal itzaer indvilligede i at blive døbt. Itzaernes konge nægtede dog at konvertere til kristendommen eller at aflægge troskabsed til Spanien; han sagde at der ville komme et tidspunkt hvor det ville være den rigtige ting at gøre, men at det ikke var endnu. En styrke på 60 spanske soldater og maya-allierede blev det følgende år sendt til Peten, men blev slået tilbage af heftige angreb fra itzaerne. Hærkommandoen i Merida besluttede at en stor styrke var nødvendig, og sendte i 1697 en styrke bestående af 235 spanske soldater og lige så mange maya-allierede, med heste, artilleri og et stor forsyningstrup med muldyr og mænd til at hugge en sti gennem junglen. De opførte et fort ved bredden af Peten-søen, overfor Tayasal og genopbyggede et lille krigsskib på søen, som de havde medbragt i adskilt tilstand. Den 13. marts 1697 lykkedes det denne styrke at besejre itzaerne fra Tayasal. Spanierne brændte itzaernes bibliotek, som indeholdt bøger med "djævlens løgne" og rapporterede senere at byen havde så mange afguder, at selv med næsten hele hæren i arbejde, varede det var klokken 9 om morgenen til 17.30 om eftermiddagen at ædelægge dem alle. Sådan ophørte Mesoamerikas sidste uafhængige stat bestående af en indfødt befolkning.